# Indies of X Rose & Blood
『Indies of X Rose & Blood』（インディーズ オブ エックス ローズ アンド ブラッド）は、日本のロックバンドX JAPANの非公式アルバムである。2001年 5月2日にアート・ユニオンから発売された。

## 概要
一般の流通路で販売され、JASRAC登録もされているが、その実態は流出したデモテープを使用した海賊盤である。表向きはiXというバンド名で販売されており、X JAPANとは無関係であるように偽装されている。ライナーノーツ内の説明に間違いが多く、Xに関する知識の乏しい者が制作したとみられる。また、曲名も、公式に発表された曲とは異なる名前が付けられている。ライナーノーツには「デビュー前のデモ音源を収録」といったような説明が添えられているが、実際はアルバム『Jealousy』（91年）と『ART OF LIFE』（93年）のデモが収録されている。いずれもデビュー後の作品であり、曲の構想もデビュー後であった。当時のデモセッションには、YOSHIKIは不参加であったといわれている。

## 収録曲
1. Introduction（「ART OF LIFE」の一部、作曲：YOSHIKI）1:25
2. Dangerous Zone（曲名不明、作曲：TAIJI）6:32
3. Shadows（「Joker」、作曲：HIDE）4:42
4. Light Breeze（曲名不明、作曲：TAIJI）4:56
5. Rose and Blood（「JUNGLE」、作曲：TAIJI）5:36
6. Black Devil（「Desperate Angel」、作曲：TAIJI）6:17
7. Not true?（「Miscast」、作曲：HIDE）4:53
8. End of The World（「ART OF LIFE」、作曲：YOSHIKI）21:37